# Higinio Ndong
Higinio Ndong Obama Nkara, född 19 september 1998, är en ekvatorialguineansk simmare.

## Karriär
Ndong skulle tävlat i både 50 och 100 meter frisim vid kortbane-VM 2021 i Abu Dhabi, men startade inte i någon av grenarna. Vid VM 2022 i Budapest slutade han på 89:e plats på 50 meter frisim och blev diskvalificerad på 50 meter bröstsim. Vid afrikanska spelen 2023 i Accra, som arrangerades 2024, tävlade Ndong i 50 meter fjärilsim. Han skulle tävlat i både 50 meter frisim och 50 meter bröstsim vid VM 2024 i Doha, men startade inte i någon av grenarna.
Ndong tävlade för Ekvatorialguinea vid olympiska sommarspelen 2024 i Paris, där han blev utslagen i försöksheatet på 50 meter frisim och slutade på totalt 67:e plats. Ndong var även landets fanbärare tillsammans med Sefora Ada Eto vid invigningsceremonin. Vid kortbane-VM 2024 i Budapest slutade han på 77:e plats på 50 meter fjärilsim.